# ابوالقاسم خان بختیار
ابوالقاسم خان بختیار (زاده ۱۲۹۳ اردل – درگذشته ۱۵ شهریور ۱۳۳۵ تهران) از رجال سیاسی و از خان‌های ایل بختیاری در دوران پهلوی بود. وی در قلعه اردل در جوار آرامگاه پدربزرگش (امامقلی خان حاجی ایلخانی) زندگی می‌کرد. وی فرزند امیر مفخم بختیاری و نوه امامقلی خان حاجی ایلخانی بود، که به عنوان یکی از خان‌های بختیاری بشمار می‌آمد و در مقاطع مختلف، متصدی مناصبی چون فرمانداری شهرکرد، اصفهان، کردستان و کاشان بود. او بعدها علیه دولت مرکزی قیام نمود.
بعد از سقوط رضا شاه پهلوی در گوشه و کنار ایران شورش‌هایی شکل گرفت، تعدادی از خان‌های بختیاری و بویر احمدی که در تبعید به‌سر می‌بردند، از وضعیت پیش آمده استفاده کرده و به مناطق خود بازگشتند. از جمله این خان‌ها ابوالقاسم خان بختیار بود. وی با گسترش هرج و مرج در کشور در سال ۱۳۲۰ به منطقه بختیاری رفت و در سال ۱۳۲۲ دست به قیام و شورش علیه حکومت مرکزی زد. دومین قیام و غائله ابوالقاسم‌خان بختیاری در نیمه دوم سال ۱۳۳۱ آغاز و در نیمه اول سال ۱۳۳۲ خاتمه پیدا کرد.

## دوران کودکی و جوانی
ابوالقاسم خان در سال ۱۲۹۳ خورشیدی در فارسان بختیاری زاده شد. وی فرزند لطفعلی خان امیر مفخم بختیاری و نوه پسری امامقلی خان حاجی ایلخانی و مادرش بهجت السلطنه دختر عبدالله میرزا حشمت الدوله نوهٔ عباس میرزا قاجار بود، که از ملاک روستاهای کمره و خمین بشمار می‌آمد. ابوالقاسم خان چند سالی در تهران به تحصیل پرداخت، در سن ۱۴ سالگی برای ادامه تحصیل، عازم لندن شد. وی ۵ سال در انگلستان در رشته برق و الکترونیک، به تحصیل پرداخت. وی در سال ۱۳۱۴ خورشیدی در تهران با بی‌بی عظیمه بختیار، دختر نصیر خان سردار جنگ ازدواج کرد.

## مناصب دولتی
ابوالقاسم خان بختیاری در شرایط هرج و مرج کشور بعد از شهریورماه ۱۳۲۰ خورشیدی از سوی دولت به عنوان فرماندار کاشان منصوب شد و با مظنون شدن دولت به او که به آلمان‌ها گرایش دارد و تحت فشار انگلیسی‌ها، بعد از شش ماه از فرمانداری کاشان عزل و به تهران فراخوانده شد.
بعد از کش و قوس‌های فراوان در سال ۱۳۲۴ خورشیدی با مشارکت جهان‌شاه خان صمصام، پسر مرتضی‌قلی خان فرماندار شهرکرد شد، که تا به حال در بختیاری صورت نگرفته بود و قدرت بین دو خانواده ایلخانی و حاجی ایلخانی به صورت مشترک تقسیم شد.
در سال ۱۳۲۵ خورشیدی به‌دنبال قضایای نهضت جنوب و شرکت مرتضی قلی خان در آن، ابوالقاسم خان به کمک مظفر فیروز و حمایت بی‌دریغ و گسترده قوام السلطنه توانست به مشارکت جهانشاه خان صمصام در فرمانداری شهرکرد و بختیاری پایان دهد، اما بعد از چندی منوچهرخان اسعد پسر علیقلی خان سردار اسعد از خانواده ایلخانی در منصب فرمانداری با ابوالقاسم خان شریک شد و تا پایان سال ۱۳۳۶ خورشیدی مشترکاً به کار خود ادامه دادند، در پایان همین سال ابوالقاسم خان از فرمانداری عزل شد.
در سال ۱۳۲۵ که دولت، ارتش را برای غائله آذربایجان بسیج کرد، ابوالقاسم خان با جمع کثیری از بختیاری‌ها در سرکوب فرقه دموکرات و آزادی خطه آذربایجان شرکت داشت. در سال ۱۳۳۰ خورشیدی هنگامی که دکتر محمد مصدق به نخست‌وزیری رسید، ابوالقاسم خان بختیار دوران انزوای خود را پایان داد و به سمت فرمانداری کردستان منصوب شد و بعد از ۹ ماه به اتهام ارتباط با روس‌ها عزل گردید. (اتهامی که ثابت نشد)
وی پس از فروپاشی سلطنت رضاشاه در سال‌های ۱۳۲۱ و ۱۳۳۱ دست به اقدامات و شورش‌ها در ایل بختیاری زد و در سال ۱۳۲۲ به دستور شاه توسط پسر برادر خود، تیمور بختیار دستگیر و تحت‌الحفظ به تهران برده شد، که در مورخ ۲۹ آذر ۱۳۳۲ بعد از محاکمه تبرئه گردید.

## قیام‌ها
ابوالقاسم خان در دو مرحله دست به قیام زد که دلایل و انگیزه‌های مختلف و متفاوتی داشت که عبارتند دخالت بیگانگان، جهت احیای قدرت حاجی ایلخانی در مقابل ایلخانی (چون قدرت در دست مرتضی قلی خان صمصام بود) احیای قدرت از دست رفته ایل بختیاری، از دست دادن مناصب دولتی خود، نابودی دولت پهلوی بخاطر کشتن خوانین بختیاری در سال ۱۳۱۳ و تصرف املاک آنها. جنگ دشت شیر نیز پس از قیام اول رخ داد.

### قیام اول
بسیاری از خان‌های مسن بختیاری به لحاظ وجود شرکت نفت ایران و انگلیس و سهیم بودن بختیاری‌ها متمایل به انگلیس بودند، اما در جنگ جهانی اول و جنگ جهانی دوم بیشتر خان‌های جوان و اکثریت عشایر می‌توان گفت به آلمان گرایش داشتند.
ابوالقاسم خان وقتی ۱۳۲۰ از فرمانداری کاشان عزل شد همراه با چند نفر از خان‌های کهگیلویه مخفیانه خارج شدند و به سوی اصفهان حرکت نمودند. بعد از باخبر شدن دولت از خروج خان بختیاری دستور دستگیری وی را صادر کرد ابوالقاسم خان بعد از مناسب دیدن اوضاع در سه دهستان برای شروع شورش نامه به خان‌ها و کلانتران ایلات مختلف از جمله بوری خان ایزدپناه بهمئی نوشت و از آن‌ها کمک خواست و آن‌ها را از نیت خود آگاه کرد در ۲۷ اسفند ۱۳۲۰ پاسگاه آلونی تصرف و کل منطقه سه دهستان در اختیار ابوالقاسم خان قرار گرفت. در نوروز ۱۳۲۱ توانست پادگان لردگان را خلع سلاح کند. با گسترش شورش سرهنگ شمسی به واسطه شخصی به نام علیزاده، که با ابوالقاسم خان رابطه دوستی داشت، زمینه ملاقات سرلشکر زاهدی با ابولقاسم خان را به وجود آورد. ملاقات در اردیبهشت ۱۳۲۱ در گردبیشه انجام شد و ابوالقاسم خان دست از شورش برداشت و راهی اصفهان شد و در عوض به‌عنوان نماینده ارتش در ایل بختیاری، به منطقه بختیاری (دشت چغاخورروستای اورگان) بازگشت.

### جنگ دشت شیر
جنگ دشت شیر در نیمهٔ اول سال ۱۳۲۱ خورشیدی در منطقهٔ میداوود میان قوای بختیاری، ایل بهمئی و طایفه ممبینی در مقابل قوای نظامی حکومت پهلوی رقم خورد و تا نیمه دوم سال ۱۳۲۲ ادامه پیدا کرد. رهبر این شورش ابوالقاسم خان بختیار، رهبر نیروهای بهمئی بوری خان ایزدپناه بهمئی، طراحی عملیات بر عهده علی‌اصغرخان و فرماندهی قشون لر بر عهدهٔ مهراب خان عجمی بود. در این جنگ علاوه بر بختیاری چهارلنگ بسیاری از طوایف بختیاری هفت لنگ حضور داشتند.
مقامات دولتی و نظامی خوزستان یک گروهان جهت سرکوب شورش بختیاری به منطقه باغملک اعزام کردند. این ستون نظامی که فرماندهی آن بر عهده سرگرد «کشورپاد» بود، در پاسگاه رودزرد مستقر شدند. آنها قصد داشتند خود را به قلعه‌تل برسانند. قوای اعزامی با جنگجویان درگیر شدند. گروهان اعزامی در منطقه دشت شیر سمت بالای (شمال) میداوود به محاصره بختیاری‌ها درآمد اما پس از چند روز مقاومت، حلقه محاصره را شکستند و عقب‌نشینی کردند. این نبرد که به جنگ «دشت شیر» شهرت پیدا کرد در سه مرحله انجام گرفت:
1. سواران بختیاری، ابتدا در «دره گاو مردار» که قبل از دشت شیر است با گروهان اعزامی درگیر شدند. مهراب خان عجمی و خداداد بهداروند در این منطقه کشته شدند. تلفات اندکی نیز به قوای دولتی وارد شد.
2. با ورود نظامیان به دشت شیر نبرد سنگینی انجام گرفت. قوای دولتی به محاصره کامل درآمدند. جنگ چند روز ادامه داشت. تعدادی از نظامیان کشته و تعدادی نیز خلع سلاح شدند.
3. با انتشار خبر محاصره نظامیان در دشت شیر، یک ستون نظامی برای شکستن محاصره به منطقه اعزام شد. گروه اندکی از تفنگداران بختیاری در محلی به نام «دالوبرکه» ستون نظامی را به کمین انداختند. ستون نظامی، با تحمل تلفاتی سنگین مجبور به عقب‌نشینی شد. سرگرد کشورپاد که سرسختانه مقاومت می‌کرد، توانست خود و باقیمانده نیروهای تحت امرش را از مهلکه نجات و روانه رامهرمز شود. در این نبرد شمار کشته‌های نظامیان تا ۱۵۰ نفر اعلام شده است. از بختیاری نیز ۱۰۰ نفر کشته شدند، در رابطه با شمار کشته شدگان دو طرف جنگ نظرات متفاوتی وجود دارد و این امار ممکن است دقیق نباشد. (مکبن، ۱۳۷۳؛ خسروی، ۱۳۸۴)[۱۷]

در این جنگ ایذه، قلعه تل، باغ‌ملک و میداوود از کنترل دولت مرکزی خارج شدند و قوای دولتی خلع سلاح و بخش وسیعی از لردگان و اردل تا میداوود به تصرف شورشیان درآمد و نظام خوان سالاری مجدداً احیاء گردید و علی‌اصغر خان در منطقه نور آباد ایذه با علم کردن چادر و خرگاه به رسم خان‌ها گذشته به انجام امور پرداخت. این حادثه زمانی رخ داد که رضاشاه از گردونهٔ قدرت خارج و توسط انگلیسی‌ها و دولت‌های متفقین به جزیره موریس تبعید شده بود و محمدرضا شاه پهلوی به سلطنت رسیده بود و همزمان با آن شمال و جنوب ایران به اشغال ارتش‌های شوروی و انگلستان درآمد بود. موضع ایران که پیش از آن در راستای پشتیبانی و حمایت از آلمان هیتلری بوده است، با شروع سلطنت محمدرضا شاه پهلوی تغییر پیدا می‌کند و ایران به پل پیروزی متفقین تبدیل می‌شود. در چنین اوضاع و احوالی که با آزادی زندانیان سیاسی و اعطای آزادی‌های نسبی همراه بوده، بسیاری از خان‌ها و سرکردگان عشایر که در تهران محبوس و تحت نظر بودند آزاد شدند. سقوط رضاخان شادی زیادی را در میان بختیاری به‌وجود آورد؛ ابوالقاسم خان بختیار در چنین اوضاع و احوالی با بسیج نیروهای عشایر در صدد برآمد با وارد کردن ضرباتی مانع شکل‌گیری حکومت پهلوی گردد. استراتژی جنگی ابوالقاسم این بوده است که ایذه و باغملک به تصرف در بیاورد تا از این طریق با نزدیک شدن به چاه‌های نفت، ضربه ایی به حکومت پهلوی بزند و ضمن تشجیع آلمانی‌ها ضربه نهایی را به استعمار انگلستان وارد نمایند.

### قیام دوم
غائله دوم ابوالقاسم خان در نیمه دوم سال ۱۳۳۱ خورشیدی آغاز و در نیمه اول سال ۱۳۳۲ خاتمه یافت که در بین بختیاری‌ها به سال ابوالقاسم خانی شهرت دارد، بعضی‌ها معتقدند به تحریک انگلستان صورت گرفته است، زیرا آن‌ها از نهضت ملی شدن صنعت نفت نگران بودند و می‌خواستند مصدق را تضعیف کنند. در واقع ابوالقاسم خان طرفدار شاه نبود، بلکه این شاه بود که بخاطر نفرت از مصدق بظاهر جانب ابوالقاسم خان را گرفت.

## درگذشت
ابوالقاسم خان بختیار در سن ۴۲ سالگی و در تاریخ ۱۵ شهریور ۱۳۳۵ خورشیدی به‌طرز مشکوکی در تهران درگذشت و در محوطه شاه عبدالعظیم شهر ری به خاک سپرده شد. علت مرگ زودرس وی همچنان در پرده‌ای از ابهام است، گرچه گروهی بر این باورند که دربار، در مرگ وی دخیل بودند.

## زندگی خصوصی
وی در سال ۱۳۱۴ خورشیدی در تهران با بی‌بی عظیمه بختیار، دختر نصیر خان سردار جنگ ازدواج کرد و حاصل این ازدواج ۲ پسر با نام‌های سیاوش خان و کوروش خان بختیار و یک دختر با نام هوری‌وش بود. سکونت ایشان در دشت چغاخور روستای اورگان و قسمت‌های دیگری از خاک بختیاری بوده است. بی‌بی عظیمه در ششم بهمن ۱۳۷۹ در پاریس درگذشت و در قبرستان نانتر پاریس بخاک سپرده شد.